# 高知・佐賀スタリオンシリーズ
高知・佐賀スタリオンシリーズ（こうち・さがスタリオンシリーズ）は、一般社団法人・ジャパンブリーダーズカップ協会の協賛により、地方競馬の活性化を目指して2016年から開催しているシリーズである。高知競馬場および佐賀競馬場を対象として開催される。対象競走の優勝馬の馬主にはジャパンブリーダーズカップ協会から副賞として指定種牡馬の配合権が贈呈される。

## 概要
ジャパンブリーダーズカップ協会は、2000年よりホッカイドウ競馬（門別）に対する支援の一環として、スタリオンシリーズと銘打って対象競走の優勝馬の馬主または生産牧場に有名種牡馬の配合権を贈呈する取り組みを行っている。
2011年には新たに岩手県競馬（水沢・盛岡）・石川県競馬（金沢）・愛知県競馬（名古屋）・岐阜県競馬（笠松）、更に2012年から追加された兵庫県競馬（園田・姫路）の5県7場を対象としたHITスタリオンシリーズを開始した。これらと同様に、2016年から高知県競馬（高知）・佐賀県競馬（佐賀）を対象として新たに実施されることになったのが本シリーズである。

## 対象競走

### 高知競馬
| 年度   | 対象競走名           | 種牡馬             |
| ------ | -------------------- | ------------------ |
| 2016年 | トーセンジョーダン賞 | トーセンジョーダン |
| 2016年 | アンライバルド賞     | アンライバルド     |
| 2017年 | トーセンジョーダン賞 | トーセンジョーダン |
| 2017年 | アンライバルド賞     | アンライバルド     |
| 2018年 | トーセンジョーダン賞 | トーセンジョーダン |
| 2018年 | アンライバルド賞     | アンライバルド     |
| 2019年 | トーセンジョーダン賞 | トーセンジョーダン |
| 2019年 | ミッキーロケット賞   | ミッキーロケット   |
| 2019年 | ニシケンモノノフ賞   | ニシケンモノノフ   |
| 2020年 | シュヴァルグラン賞   | シュヴァルグラン   |
| 2020年 | ヴァンセンヌ賞       | ヴァンセンヌ       |
| 2020年 | ミッキーロケット賞   | ミッキーロケット   |
| 2020年 | アドミラブル賞       | アドミラブル       |
| 2020年 | ニシケンモノノフ賞   | ニシケンモノノフ   |
| 2021年 | シュヴァルグラン賞   | シュヴァルグラン   |
| 2021年 | エピカリス賞         | エピカリス         |
| 2021年 | ミッキーロケット賞   | ミッキーロケット   |
| 2021年 | アドミラブル賞       | アドミラブル       |
| 2021年 | ワールドエース賞     | ワールドエース     |
| 2022年 | シュヴァルグラン賞   | シュヴァルグラン   |
| 2022年 | エポカドーロ賞       | エポカドーロ       |
| 2022年 | エピカリス賞         | エピカリス         |
| 2022年 | ディープブリランテ賞 | ディープブリランテ |
| 2022年 | ラニ賞               | ラニ               |
| 2023年 | ベストウォーリア賞   | ベストウォーリア   |
| 2023年 | カレンブラックヒル賞 | カレンブラックヒル |
| 2023年 | サトノアラジン賞     | サトノアラジン     |
| 2023年 | レッドファルクス賞   | レッドファルクス   |
| 2023年 | キセキ賞             | キセキ             |
| 2024年 | 春野特別             | ホークビル         |
| 2024年 | 瀬戸特別             | ファストフォース   |
| 2024年 | 御畳瀬特別           | グローリーヴェイズ |
| 2024年 | 横浜特別             | ヴァンゴッホ       |
| 2024年 | 長浜特別             | インディチャンプ   |

### 佐賀競馬
| 年度   | 対象競走名               | 種牡馬               |
| ------ | ------------------------ | -------------------- |
| 2016年 | ロータスクラウン賞       | ナカヤマフェスタ     |
| 2016年 | 九州ジュニアチャンピオン | コパノリチャード     |
| 2017年 | ロータスクラウン賞       | トーセンホマレボシ   |
| 2017年 | 九州ジュニアチャンピオン | コパノリチャード     |
| 2018年 | ロータスクラウン賞       | アンライバルド       |
| 2018年 | 九州ジュニアチャンピオン | コパノリチャード     |
| 2019年 | 佐賀皐月賞               | トーセンラー         |
| 2019年 | ロータスクラウン賞       | インカンテーション   |
| 2019年 | 九州ジュニアチャンピオン | コパノリチャード     |
| 2020年 | 佐賀皐月賞               | ヘンリーバローズ     |
| 2020年 | ロータスクラウン賞       | レーヴミストラル     |
| 2020年 | 九州ジュニアチャンピオン | コパノリチャード     |
| 2020年 | 九州大賞典               | ディーマジェスティ   |
| 2020年 | カペラ賞                 | グァンチャーレ       |
| 2021年 | 佐賀皐月賞               | トランセンド         |
| 2021年 | 佐賀ユースカップ         | ディーマジェスティ   |
| 2021年 | ロータスクラウン賞       | フェノーメノ         |
| 2021年 | 九州ジュニアチャンピオン | コパノリチャード     |
| 2021年 | カペラ賞                 | レインボーライン     |
| 2022年 | 佐賀皐月賞               | ワールドプレミア     |
| 2022年 | 佐賀ユースカップ         | サングレーザー       |
| 2022年 | ロータスクラウン賞       | リーチザクラウン     |
| 2022年 | 九州ジュニアチャンピオン | グレーターロンドン   |
| 2022年 | カペラ賞                 | ストロングリターン   |
| 2023年 | 佐賀皐月賞               | ワールドプレミア     |
| 2023年 | ロータスクラウン賞       | ビーチパトロール     |
| 2023年 | 九州ジュニアチャンピオン | ロゴタイプ           |
| 2023年 | ネクストスター佐賀       | モーニン             |
| 2023年 | カペラ賞                 | インティ             |
| 2024年 | 佐賀皐月賞               | フィレンツェファイア |
| 2024年 | 九州ジュニアチャンピオン | ロゴタイプ           |
| 2024年 | ロータスクラウン賞       | ロジャーバローズ     |
| 2024年 | カペラ賞                 | オメガパフューム     |
| 2024年 | ネクストスター佐賀       | イスラボニータ       |